# Смедбю
Смедбю (на шведски: Smedby) е град в община Калмар на лен Калмар, югоизточна Швеция. Намира се на около 300 km на югозапад от столицата Стокхолм и на 10 km на запад от Калмар. Има жп гара. Между Смедбю и Калмар се намира летището на Калмар. Населението на града е 3680 жители, по приблизителна оценка от декември 2017 г.